# Équipe d'Algérie de football en 1976
L'équipe d'Algérie de football participe lors de cette année aux Tours préliminaires à la Coupe du monde de football 1978. L'équipe d'Algérie est entraînée par Rachid Mekloufi.

## Les matchs
| Date              | Stade, Ville, Pays                                                  | Adversaire         | Score | Comp | Buteurs algériens           |
| 2 janvier 1976    | Stade du Prince Faisal bin Fahd Riyad, Arabie saoudite              | Italie Ol          | 1 - 1 | A    | Draoui 30e                  |
| 4 janvier 1976    | Stade du Prince Faisal bin Fahd Riyad, Arabie saoudite              | Égypte             | 1 - 0 | A    | Betrouni 41e                |
| 6 janvier 1976    | Stade du Prince Faisal bin Fahd Riyad, Arabie saoudite              | Arabie saoudite    | 3 - 1 | A    | Draoui 20e 65e, Safsafi 79e |
| 24 février 1976   | Stade du 5 Juillet 1962 Alger, Algérie                              | Yougoslavie        | 1 - 2 | A    | Ighili 57e                  |
| 2 mars 1976       | Stade du 5 Juillet 1962 Alger, Algérie                              | Suède              | 0 - 2 | A    |                             |
| 1er avril 1976    | Stade du 5 Juillet 1962 Alger, Algérie                              | Libye              | 1 - 0 | QCM  | Betrouni 83e                |
| 16 avril 1976     | Stade du 11 Juin Tripoli, Libye                                     | Libye              | 0 - 0 | QCM  |                             |
| 21 avril 1976     | Stadion der Freundschaft Cottbus, République démocratique allemande | Allemagne de l'Est | 5 - 0 | A    |                             |
| 2 mai 1976        | Stade du 5 Juillet 1962 Alger, Algérie                              | Guinée             | 1 - 2 | A    | Rabet 26e                   |
| 8 septembre 1976  | Stade du 11 Juin Tripoli, Libye                                     | Libye              | 0 - 1 | A    | Griche 39e                  |
| 10 septembre 1976 | Stade du 11 Juin Tripoli, Libye                                     | Libye              | 1 - 0 | A    |                             |
| 10 octobre 1976   | Stade Qemal-Stafa Tirana, Albanie                                   | Albanie            | 3 - 0 | A    |                             |
| 1er novembre 1976 | Stade du 5 Juillet 1962 Alger, Algérie                              | Libye              | 2 - 0 | A    | Douadi 8e,Betrouni 28e      |

Légende: A : Match amical  / QCM : Tours préliminaires à la Coupe du monde de football 1978

### Bilan
| Rang | Équipe  | Pts | J | G | N | P | Bp | Bc | Diff |
| ---- | ------- | --- | - | - | - | - | -- | -- | ---- |
| #    | Algérie | 6   | 3 | 1 | 1 | 1 | 1  | 5  | -4   |